# تره ریوس
تِره ریوس (انگلیسی: Tere Ríos؛ ۹ نوامبر ۱۹۱۷ – ۱۷ اکتبر ۱۹۹۹) یک پدیدآور و نویسنده اهل ایالات متحده آمریکا بود.
او خالق کتاب «پانزدهمین پلیکان» بود که بعدها الهام‌بخش ساخت سریالی به نام راهبه پرنده شد.
وی تباری پورتوریکویی-ایرلندی داشت و مدتی در دانشگاه پیتسبرگ، استاد رشتهٔ «نویسندگی خلاقانه» بود.
یکی از فرزندان او، «سروان هامبرت روگ ورساچه»، (از نیروی زمینی ایالات متحده آمریکا) در جریان جنگ ویتنام مدتی را در آسیای جنوب شرقی در اسارت گذراند و همان‌جا کشته شد و به همین سبب نشان افتخار و نشان پرپل هارت دریافت داشت.